# Port lotniczy Mostar
Port lotniczy Mostar – międzynarodowy port lotniczy położony 6 km na południe od centrum Mostaru. Jest jednym z największych portów lotniczych w Bośni i Hercegowinie. W 2006 obsłużył 9500 pasażerów.

## Linie lotnicze i połączenia
| Linia lotnicza   | Kierunek                                   |
| ---------------- | ------------------------------------------ |
| Air Serbia       | Sezonowo: 1. Belgrad (od 22 kwietnia 2024) |
| Croatia Airlines | 1. Zagrzeb                                 |
| Lumiwings        | Sezonowo: 1. Foggia                        |